# Valentin Paret-Peintre
Valentin Paret-Peintre (Annemasse, 14 januari 2001) is een Frans wielrenner.  Hij rijdt anno 2025 voor Soudal Quick-Step. 

## Carrière
In 2018 nam hij zowel aan het nationaal kampioenschap als Europees kampioenschap op de weg deel voor junioren, hij werd 82e op het nationaal kampioenschap en moest opgeven op het Europees kampioenschap. In 2019 won hij de La Classique des Alpes Juniors. Hij wist het nationaal kampioenschap niet uit te rijden. In 2020 behaalde hij een ritoverwinning in de Ronde de l'Isard en werd zesde in het eindklassement. Hij werd ook 43e in het tijdrijden voor beloften op het nationaal kampioenschap. In 2021 behaalde hij meerdere podiumplaatsen in belangrijke beloftenwedstrijden en won het eindklassement in de Tour de Moselle. Hij werd op het nationaal kampioenschap voor beloften negende in de wegwedstrijd. In 2022 tekende hij een contract bij World Tour-ploeg AG2R-Citroën waar toen ook zijn broer voor reed. Hij reed in 2022 voornamelijk kleinere rondes en Spaanse en Franse eendagswedstrijden. Bij zijn eerste deelname aan de Ronde van Italië in 2023 eindigde hij als 37e in het eindklassement.
Zijn eerste profzege boekte Paret-Peintre in 2024. Hij won de 10e etappe in de Ronde van Italië die van Pompeï naar Cusano Mutri ging. Hij was op de slotklim, de Bocca della Selva, sterker dan landgenoot Romain Bardet en Jan Tratnik.
Sinds 2025 rijdt hij voor Soudal Quick-Step. Dat jaar won hij de etappe met finish op de Mont Ventoux in de Tour de France.

## Privéleven
Zijn broer Aurélien Paret-Peintre is ook een wielrenner.

## Erelijst
2018
Prix de l'U.V.G.-Sprinter Club Lignon
Tour du Pays d'Olliergues
2019
La Classique des Alpes Juniors
Championnat Auvergne-Rhone-Alpes
2020
3e etappe Ronde de l'Isard
2021
Eindklassement Tour de Moselle
2024
10e etappe Ronde van Italië
2025
5e etappe Ronde van Oman
Punten- en jongerenklassement Ronde van Oman
16e etappe Ronde van Frankrijk

## Resultaten in voornaamste wedstrijden
| Jaar | Ronde van Italië | Ronde van Frankrijk | Ronde van Spanje |
| ---- | ---------------- | ------------------- | ---------------- |
| 2023 | 37e              |                     |                  |
| 2024 | 16e (1)          |                     | 45e              |
| 2025 |                  | 41e (1)             |                  |

| Jaar | Ronde van Lombardije |
| ---- | -------------------- |
| 2023 | 101e                 |
| 2024 |                      |
| 2025 |                      |

#### Resultaten in kleinere rondes
| Jaar | Tour Down Under | UAE Tour | Tirreno-Adriatico | Ronde van Catalonië | Ronde van het Baskenland | Ronde van Romandië |
| ---- | --------------- | -------- | ----------------- | ------------------- | ------------------------ | ------------------ |
| 2022 |                 |          |                   |                     | opgave                   | 89e                |
| 2023 |                 | 18e      | opgave            |                     | 69e                      |                    |
| 2024 | 8e              | 36e      |                   | 29e                 |                          |                    |
| 2025 |                 |          | 38e               | opgave              |                          |                    |

## Ploegen
- 2022 –  AG2R-Citroën
- 2023 –  AG2R-Citroën
- 2024 –  Decathlon AG2R La Mondiale
- 2025 –  Soudal Quick-Step

Berthet · Bouchard · Calmejane · Champoussin · Cherel · Cosnefroy · Dewulf · Gall · Godon · Hänninen ·  Jullien · Jungels · Lapeira · L. Naesen · O. Naesen · O'Connor · A. Paret-Peintre · V. Paret-Peintre · Peters · Prodhomme · Raugel · Retailleau (vanaf 1/8) · Sarreau · Schär · Touzé · Van Avermaet · Van Hoecke · Vendrame · Venturini · Warbasse · Delphis (stagiair) · Gautherat (stagiair) · Tronchon (stagiair)
Baudin · Berthet · Bonnamour · Bouchard · Cherel · Cosnefroy · Dewulf · Gall · Gautherat · Godon · Hänninen · Labrosse (Vanaf 1/8) ·  Lapeira · L. Naesen · O. Naesen · O'Connor · A. Paret-Peintre · V. Paret-Peintre · Peters · Prodhomme · Raugel · Retailleau · Sarreau · Schär · Touzé · Tronchon · Van Avermaet · Vendrame · Venturini · Warbasse · Chaussinand (stagiair) · Veistroffer (stagiair) · Verschuren (stagiair)
Armirail · Baudin · Bennett · Berthet · Boasson Hagen · Bonnamour (tot 25/3) · Bouchard · Cosnefroy · De Bondt · De Pestel · Dewulf · Gall · Gautherat · Godon · Hänninen · Labrosse · Lafay ·  Lapeira · Naesen · O'Connor · A. Paret-Peintre · V. Paret-Peintre · Peters · Pollefliet · Prodhomme · Retailleau · Touzé · Tronchon · Vendrame · Warbasse
Sjabloon:Navigatie selectie wielerploeg/Soudal Quick-Step 2025